# Układ smarowania silnika spalinowego
Układ smarowania silnika spalinowego – układ dostarczający czynnik zmniejszający tarcie do wszystkich ruchomych elementów silnika.
Elementy silnika spalinowego: wał korbowy, korbowody, tłoki, wszystkie łożyska oraz elementy układu rozrządu pracują w ekstremalnych warunkach i wymagają intensywnego smarowania. Czynnikiem smarującym jest olej silnikowy. Dostarczany jest do wszystkich ważnych elementów i połączeń poprzez kanały olejowe drążone wewnątrz stałych i ruchomych elementów silnika oraz jest rozpylany w komorach roboczych. Obieg oleju wymusza pompa olejowa. Olej filtrowany jest przez filtr oleju, a w silnikach bardziej wysilonych, chłodzony w chłodnicy oleju.
Elementy układu smarowania:
- pompa oleju (zazębienie zewnętrzne i wewnętrzne),
- filtr oleju,
- zawór przelewowy (utrzymuje stałe, właściwe ciśnienie w układzie),
- chłodnica oleju (zachowanie właściwej temperatury oleju, chłodzone są powietrzem lub cieczą),
- magistrala olejowa,
- czujnik ciśnienia oleju (informuje kierowcę o spadku ciśnienia poniżej ustalonej wartości; umieszczany zwykle za filtrem oleju),
- miska olejowa (dolna część skrzyni korbowej).